# Peter Taylor (monteur)
Pour les articles homonymes, voir Taylor et Peter Taylor.
Peter (John Brough) Taylor est un monteur anglais, né le 28 février 1922 à Portsmouth (Angleterre du Sud-Est) et mort le 17 décembre 1997 à Rome (Latium).

## Biographie
Peter Taylor débute comme assistant monteur, notamment sur Hamlet de Laurence Olivier (1948) et Le Mur du son de David Lean (1952).
Devenu monteur sur un premier film sorti en 1950, il retrouve à ce poste le réalisateur David Lean pour trois autres films, dont Vacances à Venise (1955, avec Katharine Hepburn et Rossano Brazzi) et Le Pont de la rivière Kwaï (1957, avec William Holden et Alec Guinness). Suivent entre autres La Marque de Guy Green (1961, avec Maria Schell et Stuart Whitman) et Le Prix d'un homme de Lindsay Anderson (1963, avec Richard Harris et Rachel Roberts).
Installé en Italie vers 1966, il contribue ainsi à trois réalisations de Franco Zeffirelli, dont La Mégère apprivoisée (1967, avec Elizabeth Taylor et Richard Burton) et le film d'opéra La traviata (1983, avec Teresa Stratas et Plácido Domingo). Citons encore Nina, dernier film de Vincente Minnelli (1976, avec Liza Minnelli et Ingrid Bergman).
Le dernier de ses trente-trois films (britanniques, italiens ou en coproduction) comme monteur est Devenir Colette de Danny Huston (1991, avec Klaus Maria Brandauer et Mathilda May). Toujours pour le grand écran, s'ajoute un documentaire de Hugh Hudson sorti en 1980, consacré au pilote automobile Juan Manuel Fangio.
Pour la télévision (britannique principalement), Peter Taylor est monteur sur dix séries à partir de 1953, dont le feuilleton Emmerdale (quarante-six épisodes, 1973) et The Darling Buds of May (sa dernière série, deux épisodes, 1991).
Le Pont de la rivière Kwaï précité lui permet de gagner en 1958 un Oscar du meilleur montage.

## Filmographie partielle

### Cinéma

#### Assistant monteur
- 1942 : Ceux qui servent en mer (In Which We Serve) de Noël Coward et David Lean
- 1948 : Hamlet de Laurence Olivier
- 1949 : Le Troisième Homme (The Third Man) de Carol Reed
- 1952 : Le Mur du son (The Sound Barrier) de David Lean

#### Monteur
- 1954 : Chaussure à son pied (Hobson's Choice) de David Lean
- 1955 : Vacances à Venise (Summertime) de David Lean
- 1956 : L'Homme qui n'a jamais existé (The Man Who Never Was) de Ronald Neame
- 1957 : Le Pont de la rivière Kwaï (The Bridge on the River Kwai) de David Lean
- 1959 : Lune de miel (Luna de miel) de Michael Powell
- 1961 : La Marque (The Mark) de Guy Green
- 1962 : Les Femmes du général (Waltz of the Toreadors) de John Guillermin
- 1963 : Le Prix d'un homme (This Sporting Life) de Lindsay Anderson
- 1964 : One Way Pendulum de Peter Yates
- 1966 : Judith de Daniel Mann
- 1966 : The Sandwich Man de Robert Hartford-Davis
- 1967 : La Mégère apprivoisée (The Taming of the Shrew) de Franco Zeffirelli
- 1968 : La Bataille pour Anzio (Lo sbarco di Anzio) de Duilio Coletti et Edward Dmytryk
- 1969 : Gonflés à bloc (Monte Carlo or Bust!) de Ken Annakin
- 1974 : La Tentation (Il sorriso del grande tentatore) de Damiano Damiani
- 1976 : Nina (A Matter of Time) de Vincente Minnelli
- 1980 : Fangio (en) (Fangio : Una vita a 300 all'ora) de Hugh Hudson (documentaire)
- 1981 : Inchon de Terence Young
- 1983 : La Traviata de Franco Zeffirelli
- 1986 : Othello (Otello) de Franco Zeffirelli
- 1991 : Devenir Colette (Becoming Colette) de Danny Huston

### Télévision
(séries, comme monteur)
- 1973 : Emmerdale (Emmerdale Farm), feuilleton, 46 épisodes
- 1978 : The Sandbaggers (en), 3 épisodes
- 1991 : The Darling Buds of May, 2 épisodes

## Récompense
- 1958 : Oscar du meilleur montage, pour Le Pont de la rivière Kwaï.